# Sky Racket
Sky Racket é um jogo eletrônico desenvolvido pela Double Dash Studios. Originalmente chamado de RacketBoy, o desenvolvimento começou em 2015 no Indie Vs Gamers, uma game jam de 72 horas hospedado pela Game Jolt. O jogo foi apresentado na PAX East 2019. Foi lançado para Windows, Mac OS e Linux em 22 de outubro de 2019. Foi lançado para consoles em 2020.
Sky Racket é uma mistura da diversão casual de Block Breakers e a incrível ação de Shoot ‘Em Ups, o que o torna o primeiro Shmup Breaker. A intro animada foi revelada na Tokyo Game Show 2019.

## Jogabilidade
Depois de escolher entre RacketGirl e RacketBoy (ou ambos, pois o jogo possui o modo co-op), é tudo sobre esquivar-se de inimigos e raios laser, ao mesmo tempo em que rebate bolas de energia contra os inimigos enquanto você voa pelos mundos. É um jogo fácil pegar, com jogabilidade enraizada em jogos arcade clássicos de 16 bits com controles simples.
No final de cada nível (sets), a pontuação obtida durante a partida e as conquistas são mostradas.
A principal aventura se estende por cinco mundos diferentes, com diferentes níveis (Sets) e lutas contra chefes (Match Points), que são acessados através de um mapa. Cada mundo tem suas peculiaridades únicas com diferentes mecânicas, inimigos e objetivos extras.
Durante o jogo, os jogadores podem resgatar Buddies que podem ser usados em níveis anteriores, dando-lhes novas maneiras de rejogar e melhorar suas performances.

## Enredo
RacketGirl e RacketBoy são guardiões escolhidos pela Deusa Capivara para salvar a galáxia das patas do terrível gênio tirano, Korrg.
Eles voam através de planetas coloridos e lutam contra hordas de inimigos loucos, para salvar a galáxia! Armado com nada além das mágicas Sky Rackets, eles balançam, atacam e desviam cada ataque que os inimigos lançam em seu caminho. Nem mesmo monstros gigantes de banana, guaxinim luchador ou pipoca senciente os impedirão de alcançar o tirano maligno Korrg e salvar a Deusa Capivara que vigia a galáxia.

## Personagens

### Personagens principais

#### RacketGirl
Um pouco mais velha que Racketboy, RacketGirl é mais responsável, mas extremamente confiante em suas próprias habilidades, optando por uma postura mais relaxada (que às vezes pode ser confundida com arrogância). Quando jovem, ela treinou no tênis espacial com seu pai, um campeão aposentado, antes de seu misterioso desaparecimento anos atrás. Ela espera que sua jornada ajude a esclarecer esse mistério.

#### RacketBoy
Curioso, agitado, inquieto e nunca desiste. RacketBoy é um otimista incurável que não se deixa abalar pelos contratempos ao longo do caminho e sempre acredita que vencerá. Em parte por coragem, em parte por ingenuidade devido à sua tenra idade. Ele demonstrou grande habilidade no tênis espacial desde a primeira vez que recebeu os poderes da Sky Racket pela Deusa Capivara.

#### Deusa Capivara
A Deusa Cósmica Capivara existe desde o início dos tempos. Dizem que o primeiro suspiro dela começou o universo, e o último dele o fechou. Sempre de olhos fechados, vigiando todas as criaturas vivas, a Deusa Cósmica da Capivara, Santana, possui poderes e sabedoria inimagináveis, que nas mãos erradas podem significar o fim de toda a existência. Ela também é uma excelente nadadora e se alimenta de plantas e água.

#### Korrg
Um terrível tirano egocêntrico envolto em escuridão e mistério, Korrg controla toda a galáxia com suas patas de ferro e quer reconstruí-la à sua imagem. Ninguém viu seu rosto de perto, atrás do capacete inexpressivo com olhos de laser. Líder de um vasto exército de criaturas, rumores dizem que ele tem o poder de fazer seus monstros crescerem (e os rumores são verdadeiros).

### Buddies

#### Batata
O primeiro amigo a ser resgatado. Batata é uma criatura amarela semelhante a um elefante voador. Amigável e ansioso para ajudar, ele pode atirar Pellet Balls para ajudar. O nível 1 dispara 2 Pellet Balls e o nível 2 dispara 4.

#### Mokeka
O segundo amigo, é um beija-flor semelhante ao samurai. Honrado e educado, Mokeka jura sua lealdade aos heróis assim que ele é resgatado. Ele empunha seu bico afiado como uma katana poderosa e é capaz de cortar vários inimigos em um pequeno raio ao redor do jogador. No nível 1, corta 3 vezes; No nível 2, corta 5 vezes em um raio maior.

#### Fagulha
O terceiro amigo, é uma lâmpada de comando rebelde, parte da resistência da cidade. Ela está sempre feliz, animada e pronta para lutar, e é um dos amigos mais poderosos do jogo, capaz de disparar uma rajada de laser que passa pelo que quer que esteja na frente do jogador. O nível 1 dispara o laser e o nível 2 dispara um laser mais amplo, com menos tempo de recarga.

#### Kanjika
O quarto amigo, é um cão de neon com asas azuis de penas. Leal até o fim, Kanjika protege o jogador criando um escudo de bolhas ao redor do herói. Se bem usado, esse amigo pode ajudar o jogador a terminar um Set sem sofrer danos. O nível 2 tem uma recarga mais rápida entre as bolhas.

## Recepção

### Conquistas e elogios

#### Indie Vs Gamers
| Ano  | Resultado |
| ---- | --------- |
| 2015 | Venceu    |

#### SBGames
| Ano  | Prêmio                  | Resultado |
| ---- | ----------------------- | --------- |
| 2015 | Jogo em Desenvolvimento | Finalista |
| 2015 | Melhor Jogo             | Finalista |
| 2015 | Melhor Arte Visual      | Finalista |
| 2019 | Profissional            | Finalista |

#### Indie Megabooth
| Ano  | Seleção Oficial        |
| ---- | ---------------------- |
| 2019 | Pax East Showcase 2019 |

#### BIG Festival
| Ano  | Prêmio                 | Resultado |
| ---- | ---------------------- | --------- |
| 2019 | Melhor Jogo Brasileiro | Finalista |
| 2019 | Melhor Gameplay        | Finalista |